# Ischnodemus brunnipennis
Ischnodemus brunnipennis är en insektsart som först beskrevs av Ernst Friedrich Germar 1838.  Ischnodemus brunnipennis ingår i släktet Ischnodemus och familjen Blissidae. Inga underarter finns listade i Catalogue of Life.